# 대통령 자유 훈장

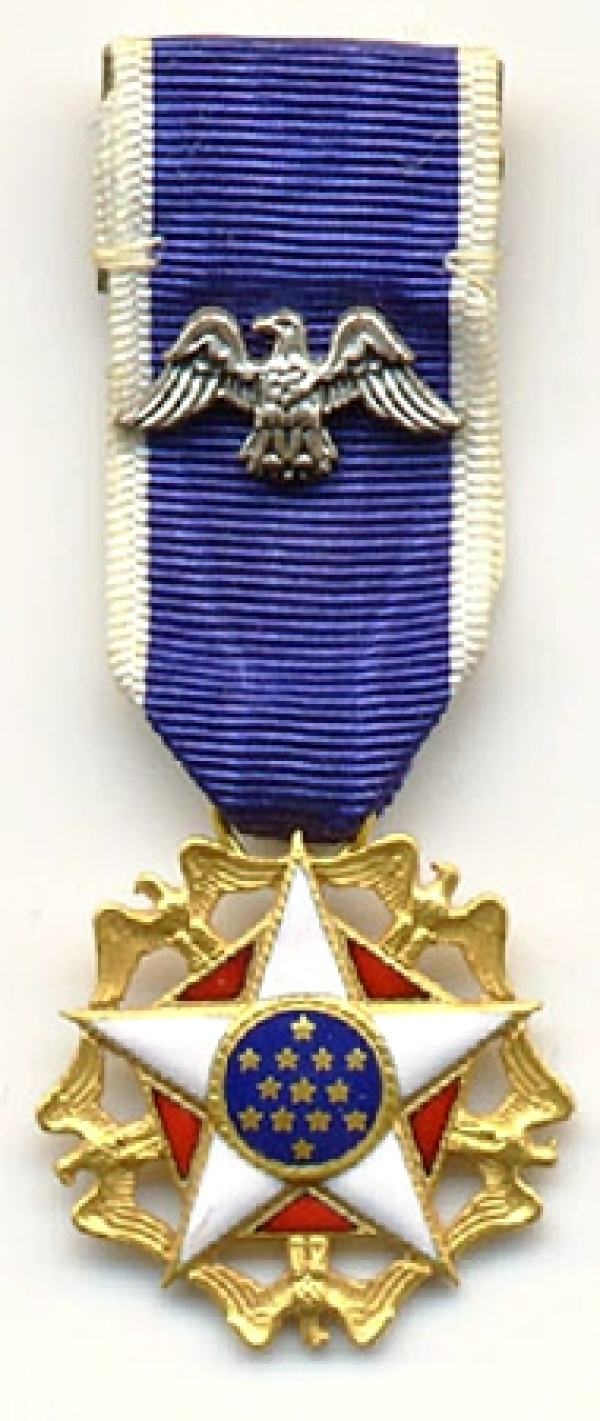

대통령 자유 훈장(大統領自由勳章, Presidential Medal of Freedom)은 미국의 대통령이 수여하는 상으로, 미국 의회가 수여하는 미국 최고의 시민상인 의회 명예 훈장과 나란히 한다. 특히 세계 평화, 문화, 기타 중대한 공적/사적인 노력, 미국의 안보와 국가적 관심에 칭찬할만한 기여를 한 개인이 받는다.
이 상은 일반인을 대상으로 한 상이며 미국 시민에게만 국한되지 않는다. 이 상은 군복을 입은 군사 요원에게도 수여된다.
1963년에 설립된 이 상은 1945년 해리 S. 트루먼이 설립한 초기의 자유 훈장을 대체한 것이다.

## 같이 보기
- 의회 명예 훈장